# Percivalle Sigismondo
Percivalle Sigismondo anche De Sismondi (Acqui, 1340 circa – 1420/1423) è stato un vescovo cattolico italiano, vescovo di Acqui dal 1408 o 1411 fino alla sua morte.

## Biografia
Percivalle Sigismondo nacque ad Acqui intorno al 1340 da una nobile famiglia acquese proveniente da Ponti; la famiglia Sigismondo poteva vantare ben tre vescovi: oltre al già citato Percivalle ci fu anche Giacomo, vescovo di Milopotamo, anche lui sepolto ad Acqui, e Antonio, vescovo di Albenga. 
A venticinque anni Percivalle venne nominato canonico-teologo della cattedrale e successivamente scelto per il ruolo di vicario generale dal suo predecessore Bonifacio De Zerbis. 
Non c'è accordo tra gli storici sulla data della sua nomina a vescovo: per Konrad Eubel venne nominato il 10 luglio 1408 da Gregorio XII mentre Iozzi e Ravera ritengono che abbia preso possesso della cattedra episcopale acquese intorno al 1411 alla morte del suo predecessore venendo eletto prima dai canonici della cattedrale e poi nominato dall'antipapa Giovanni XXIII.
Percivalle partecipò al Concilio di Costanza e firmò l'approvazione dei decreti dopo il vescovo di Concordia. Nell'archivio vescovile di Acqui si conserva un solo documento riferito al vescovo Percivalle: si tratta della nomina del parroco di Santa Maria di Quinzano il 28 febbraio 1418.
La data della morte di Percivalle è sconosciuta ma può essere collocata tra il 1420, data di una iscrizione riportata da Gregorio Pedroca riportante l'anno e l'indicazione di Percivalle vescovo, e il 1423, anno di nomina del suo successore.